# Дільбат

Давнє Межиріччя

Дільбат(в даний момент:Телль-Делем, Ірак) — шумерське місто в Месопотамії, розташоване на південний схід від Вавилону на східному березі Євфрату.

## Історія
Дільбат заснований шумерами близько 2700 до н.е., на II етапі Ранньодинастичного періоду (бл. 2615—2500 до н. е.). Відомо, що місто існувало до раннього ісламського періоду. Це був сільськогосподарський центр, тут вирощували пшеницю однозернянку і було налагоджено виробництва виробів з очерету. Місто знаходилося на каналі Арахтум. В епосі про Гільгамеша згаданий зикурат Є-Ібе-Ану, присвячений богині землі Ураш, був розташований в центрі Дільбата. Цей зикурат був головним храмом цієї богині і з усіх храмів міста виділявся своєю красою і величчю.
З II тисячоліття до н. е. входив до складу вавилонської держави.
У наші дні порожні руїни міста звуться Телль-Делем.

## Археологія
В Телль-Делемі в даний момент збереглося два давніх кургани: невеликий західний пагорб приблизно I тисячоліття до н. е., також у ньому були виявлені рештки раннього ісламського періоду і великого східного кургану, приблизно 500 метрів в окружності, з залишками III—I тисячоліття до нашої ери. Під час розкопок виявлені клинописні таблички, в основному з нововавилонського періоду. Хоча розкопки археологів в Дільбаті ще практично не проводилися, велика кількість артефактів викрадена і продана на чорному ринку в результаті незаконних розкопок.